# Список пресмыкающихся, отмеченных в национальном парке Грейт-Смоки-Маунтинс
Пресмыкающиеся в национальном парке Грейт-Смоки-Маунтинс представлены восемью видами черепах, девятью видами ящериц и 21 видом змей. Подавляющее большинство змей не представляет опасности для человека, ядовитыми считаются только медноголовый щитомордник и полосатый гремучник (Crotalus horridus). Вероятность нападения чрезвычайно мала; за всю историю парка не зарегистрировано ни одного смертельного случая, связанного с укусом змеи.

## Черепахи
- Каймановая черепаха (Chelydra serpentina)
- Расписная черепаха (Chrysemys picta)
- Географическая черепаха (Graptemys geographica)
- Каролинская коробчатая черепаха (Terrapene carolina)
- Малая мускусная черепаха (Sternotherus minor)
- Колючий трионикс (Apalone spinifera)
- Обыкновенная мускусная черепаха (Sternotherus odoratus)
- Красноухая черепаха (Trachemys scripta)

## Ящерицы
- Стройная панцирная веретеница (Ophisaurus attenuatus)
- Заборная игуана (Sceloporus undulatus)
- Североамериканский красногорлый анолис (Anolis carolinensis)
- Угольный сцинк (Eumeces anthracinus)
- Eumeces fasciatus
- Флоридский длинноногий сцинк (Eumeces inexpectatus)
- Широколобый сцинк (Eumeces laticeps)
- Североамериканская сцинцелла (Scincella lateralis)
- Шестиполосая ящерица-бегун (Cnemidophorus sexlineatus)

## Змеи
- Приятный карфофис (Carphophis amoenus)
- Алый уж (Cemophora coccinea)
- Чёрный полоз (Coluber constrictor)
- Точечная ошейниковая змея (Diadophis punctatus)
- Пятнистый лазающий полоз (Elaphe guttata)
- Крысиная змея (Elaphe obsoleta)
- Широконосая восточная змея (Heterodon platirhinos)
- Красивая королевская змея (Lampropeltis calligaster)
- Обыкновенная королевская змея (Lampropeltis getula)
- Поперечнополосатая королевская змея (Lampropeltis triangulum)
- Северный американский уж (Nerodia sipedon)
- Килеватый травяной уж (Opheodrys aestivus)
- Сосновая змея (Pituophis melanoleucus)
- Королевский рачий уж (Regina septemvittata)
- Змея Декея (Storeria dekayi)
- Пятнистоголовая пятнистая змея (Storeria occipitomaculata)
- Коронованная тантилла (Tantilla coronata)
- Обыкновенная подвязочная змея (Thamnophis sirtalis)
- Восточный земляной уж (Virginia valeriae)
- Медноголовый щитомордник (Agkistrodon contortrix)
- Полосатый гремучник (Crotalus horridus)